# Седьмой период периодической системы
К седьмо́му пери́оду периоди́ческой систе́мы относятся элементы седьмой строки (или седьмого периода) периодической системы химических элементов. Строение периодической таблицы основано на строках для иллюстрации повторяющихся (периодических) трендов в химических свойствах элементов при увеличении атомного числа: новая строка начинается тогда, когда химические свойства повторяются, что означает, что элементы с аналогичными свойствами попадают в один и тот же вертикальный столбец. Седьмой период содержит 32 элемента (столько же, сколько и предыдущий), в том числе включает особую группу элементов — актиноиды. В него входят: франций, радий, актиний, торий, протактиний, уран, нептуний, плутоний, америций, кюрий, берклий, калифорний, эйнштейний, фермий, менделеевий, нобелий, лоуренсий, резерфордий, дубний, сиборгий, борий, хассий, мейтнерий, дармштадтий, рентгений, коперниций, нихоний, флеровий, московий, ливерморий, теннессин и оганесон.
Все элементы седьмого периода являются радиоактивными. Этот период содержит самый тяжёлый элемент, встречающийся на Земле в естественном виде — уран. Большинство последующих элементов были синтезированы искусственно. Хотя некоторые из них (например, плутоний) теперь доступны в многотонных количествах, большинство из них крайне редки и получены лишь в количествах несколько микрограмм или даже меньше. Некоторые из последних элементов синтезированы в лабораториях совсем недавно в количестве нескольких атомов.
Хотя редкость многих из этих элементов означает, что экспериментальных результатов накоплено не так много, но уже сейчас можно сказать, что тенденции в поведении по группам в 7 периоде, по всей видимости, менее выражены по сравнению с другими периодами. Хотя франций и радий действительно показывают типичные (и даже наиболее резко выраженные) свойства групп 1 и 2 соответственно, актиноиды демонстрируют гораздо большее разнообразие поведения и степени окисления, чем лантаноиды. Предварительные исследования показывают, что элемент группы 14 флеровий (находящийся в таблице Менделеева под свинцом), по-видимому, является инертным газом, а не чистым металлом, а элемент группы 18 оганесон, вероятно, не является инертным газом. Эти особенности периода 7 могут быть связаны с рядом факторов, в том числе значительным влиянием спин-орбитального взаимодействия и релятивистских эффектов, в конечном счёте вызванных очень высоким положительным электрическим зарядом их массивных атомных ядер.
Этот период имеет большое количество исключений из правила Клечковского, к ним относятся: актиний (Ac), торий (Th), протактиний (Pa), уран (U), нептуний (Np), кюрий (Cm) и, возможно, лоуренсий (Lr), дармштадтий (Ds), берклий (Bk) и резерфордий (Rf) (исследования по некоторым элементам не завершены).
Первым из элементов этого периода был открыт уран, в 1840 году. Последним — теннессин, в 2015 году.

## Элементы
| Группа    | 1         | 2         | 3      | 4      | 5      | 6      | 7      | 8      | 9      | 10     | 11     | 12     | 13     | 14     | 15     | 16     | 17     | 18     |
|           | I         | II        |        |        |        |        |        |        |        |        |        |        | III    | IV     | V      | VI     | VII    | VIII   |
| Символ    | 87 Fr     | 88 Ra     | 89-103 | 104 Rf | 105 Db | 106 Sg | 107 Bh | 108 Hs | 109 Mt | 110 Ds | 111 Rg | 112 Cn | 113 Nh | 114 Fl | 115 Mc | 116 Lv | 117 Ts | 118 Og |
| Актиноиды | Актиноиды | Актиноиды | 89 Ac  | 90 Th  | 91 Pa  | 92 U   | 93 Np  | 94 Pu  | 95 Am  | 96 Cm  | 97 Bk  | 98 Cf  | 99 Es  | 100 Fm | 101 Md | 102 No | 103 Lr |        |

| Щелочные металлы | Щёлочноземельные металлы | Лантаноиды | Актиноиды | Переходные металлы | Постпереходные металлы | Полуметаллы | Неметаллы | Галогены | Инертные газы |